# Coleocoma
Coleocoma là một chi thực vật có hoa trong họ Cúc (Asteraceae).

## Loài
Chi Coleocoma gồm các loài: